# Rammsporn

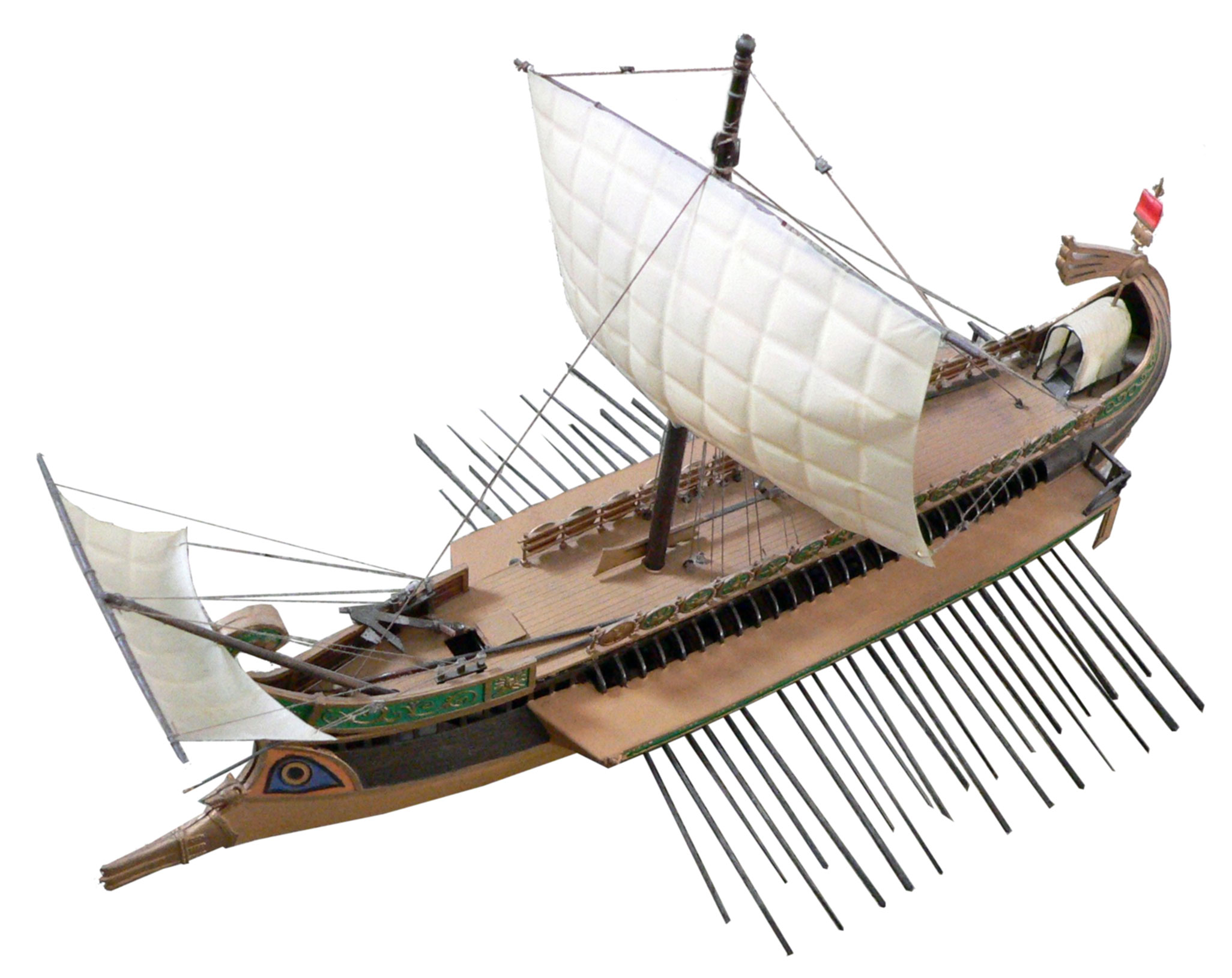
Modell einer Bireme mit Rammsporn

Unter Rammsporn (oder Schiffsschnabel) versteht man eine Verlängerung des Bugs eines Kriegsschiffes. Sein Zweck ist es, ein gegnerisches Schiff unterhalb der Wasserlinie zu rammen und den Durchbruch der Planken zu ermöglichen, um es zu versenken oder manövrierunfähig zu machen.

## Antike Ursprünge

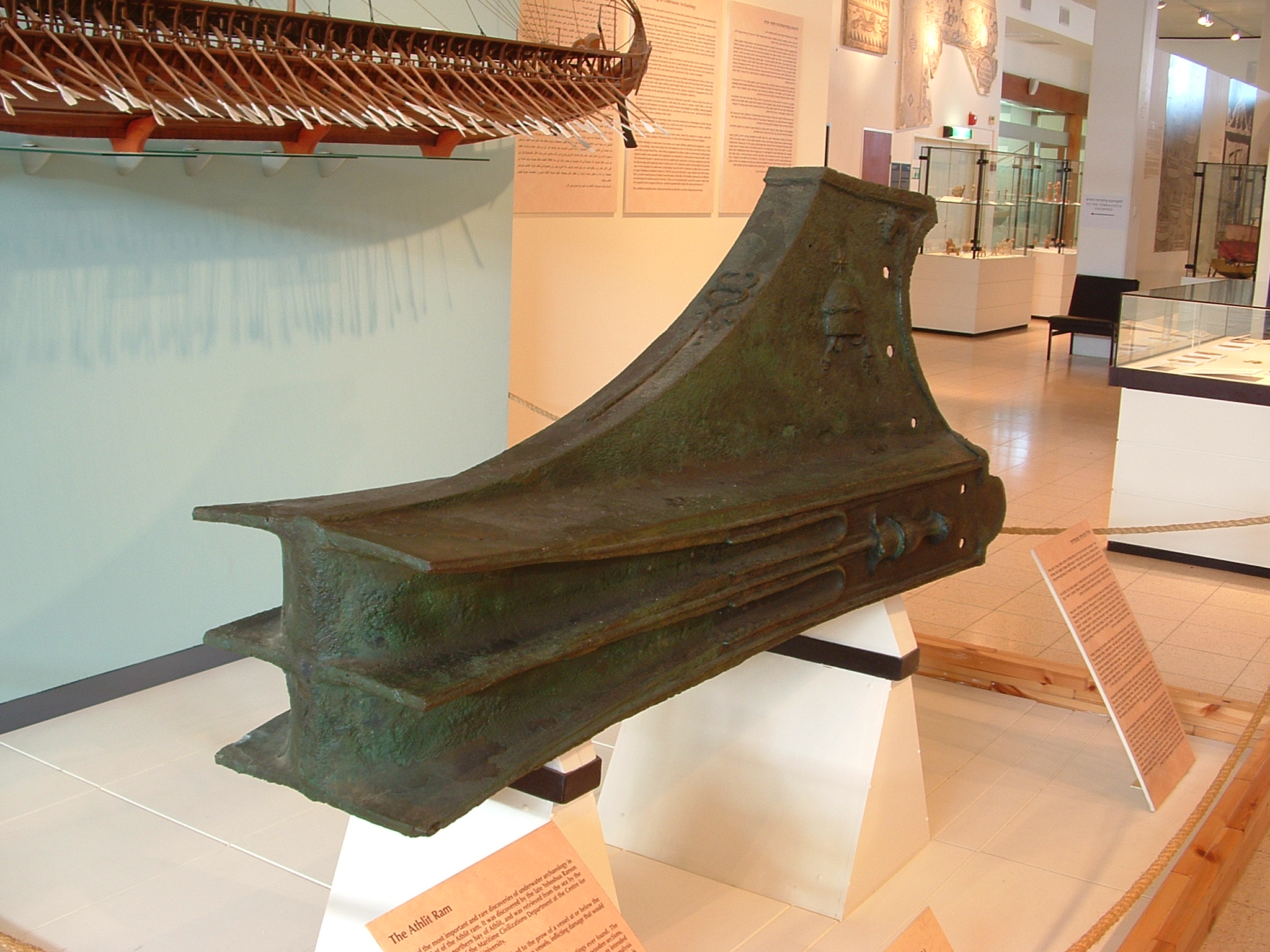
Der bronzene Rammsporn eines griechischen Kriegsschiffes (2. Jh. v. Chr.)

Der Gebrauch des Rammsporns ist entsprechend einer Abbildung auf einem attischen Krater mindestens seit Mitte des 8. Jahrhunderts v. Chr. belegt. Weitere Darstellungen auf einem Relief aus dem Palast Sanheribs wurden auf 701 v. Chr., eine Inschrift am Grab König Sargons auf das 7. Jahrhundert v. Chr. datiert. Phönizische, griechische und römische Kriegsschiffe waren regelmäßig damit ausgerüstet und bis zum dritten Jahrhundert v. Chr. waren Rammsporne die wesentlichen Waffen im Seekrieg. Ab dann kamen zunehmend Corvi zum Einsatz, um gegnerische Schiffe zu entern. Griechisch nannte man den Rammsporn embolon (das Hineingetriebene), lateinisch rostrum (das Nagende). Erbeutete Schiffsschnäbel stellten die Römer als Siegestrophäen zur Schau. Die betreffende Stelle in Rom wurde in republikanischer Zeit in Ableitung vom Begriff rostrum rostra (die Schiffsschnäbel) genannt und bezeichnete in der Folge ein Rednerpodest, weil an der gleichen Stelle Redner zum Volk zu sprechen pflegten.
Bisher konnten kaum Überreste antiker Rammsporne geborgen werden. In einer Lagune vor Stagnone wurden 1971 die Reste zweier punischer Galeeren gefunden. Bei einer war der Rammsporn am Kiel noch erhalten. Später fand man einen ähnlichen Rammsporn vor der Küste Israels bei Atlit. Er ist aus Bronze und wiegt 800 Kilogramm.

## Weitere Entwicklung

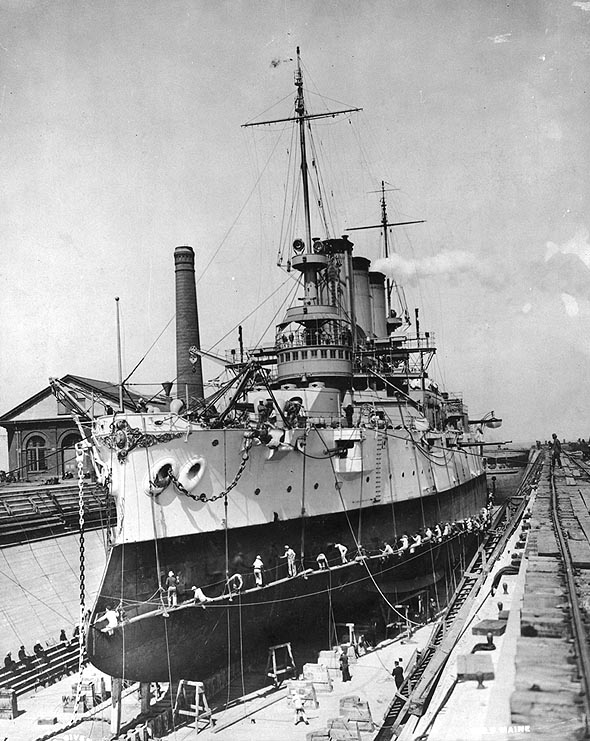
Rammbug der USS Maine

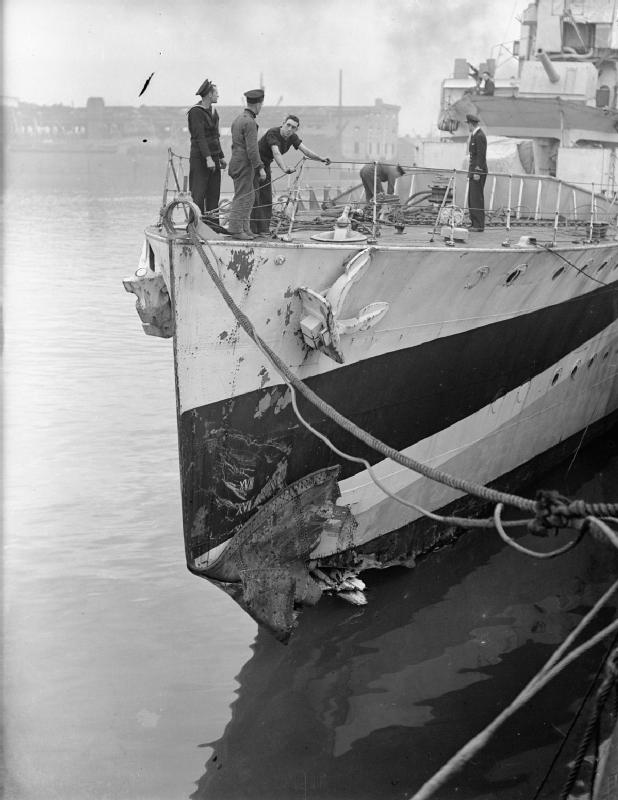
Die HMS Viscount nach einem Rammstoß auf ein U-Boot

Trotz der Entwicklung von Katapulten, die dem Seekrieg neue Möglichkeiten gaben, blieb die Technik des Rammens weit über die Antike hinaus von Bedeutung. Selbst wenn es damit nur selten gelang, gegnerische Schiffe unmittelbar zu versenken, konnten die Ruder des Gegners abgeschert und somit dessen Schiff manövrierunfähig gemacht werden. Zum letzten entscheidenden Einsatz von Rammspornen kam es 1571 in der Seeschlacht von Lepanto. Die Rammsporne der damaligen Galeassen waren überaus mächtig und eisenverstärkt. Mit der zunehmenden Verbreitung schwerer Schiffsartillerie nahm die Bedeutung des Rammsporns danach ab. In nennenswertem Umfang spielten sie zuletzt in der Seeschlacht von Lissa 1866 eine Rolle. Bis zum Ersten Weltkrieg hatte sich der Rammsporn bei Kriegsschiffen zu einem Rammbug verkleinert. Im Ersten und Zweiten Weltkrieg wurde der Rammstoß fast nur noch von Überwasserschiffen gegen aufgetauchte U-Boote eingesetzt.

## Parallelen
Auch bei heutigen Schiffen ist die Bugspitze oft baulich verstärkt. Obwohl in der Form ähnlich, handelt es sich dabei aber um keinen Rammsporn. Vielmehr dient ein solcher Wulstbug der Verminderung des Wasserwiderstands.